# 酒井瞳
酒井 瞳（さかい ひとみ、1989年5月3日 - ）は、日本の女性マルチタレント、パーソナルトレーナー。宮崎県延岡市出身。松竹芸能所属。
女性アイドルグループ・アイドリング!!!の元メンバー。現在はその後継集団メンテナンスにも籍を置く。

## 略歴

### ソニー・ミュージックアーティスツ（SMA）時代（2008年 - 2019年9月）
2006年、行きつけの美容室からの依頼でカットモデルとして美容コンテストに出場。洋装、ウエディングドレスなどのモデルを経験。
2007年、SMAエンタテインメント新人発掘オーディションに応募。合格者3名の内の1人に選ばれ、2008年から同事務所に所属する。卒業後に上京。

#### アイドリング!!!期
2008年4月、女性アイドルグループ「アイドリング!!!」に14号（2期生）として加入。
2009年
4月、事務所グループの再編により、親会社ソニー・ミュージックアーティスツに所属。
12月、1stDVD『ファーストやっちゃ!!!』をリリース。
2010年
2月、1st写真集『SA*KA*CCHI!!（さかっち）』を刊行。
3月、2ndDVD『SA*KA*CCHI!!』をリリース。
4月、舞台『桃色書店へようこそ』で舞台デビュー。これ以降、多くの舞台に出演する。
6月、3rdDVD『大好きやぁ〜！』をリリース。
11月、4thDVD『南の国の瞳』をリリース。
2011年
11月、冠番組『酒井瞳 プレミアム放送』を開始。
12月、5thDVD『蜜の味と瞳とヒトミ』をリリース。
2012年
4月、バラエティ番組『Shohjo隊あいどる☆一番星』でレギュラー出演。
6月、ウエルネスジャパン「薬用メディカルシャイン」でテレビCM初出演。
2013年
2月、『アイドルマン』でドラマデビュー。
8月、映画『上京ものがたり』で映画デビュー。
9月、6thDVD『ふたり旅』をリリース。
11月、バラエティ番組『一狩りいこうぜ!4』にレギュラー出演。長友光弘（響）との共演冠番組『さかっちとミツコの部屋』を開始。
12月、出演映画『カノジョは嘘を愛しすぎてる』が公開。
2014年
1月、所属するSMAが初めて手がけるアイドルグループ「アイドルネッサンス」の応援団3号に就任。
2月、トーク番組『オシャレパラダイス』にレギュラー出演。
5月、体調不良により、芸能活動を一時休止する。
8月、大型アイドルイベント『TOKYO IDOL FESTIVAL 2014』にて芸能活動を再開。大河ドラマ『軍師官兵衛』に出演。
10月、テレビドラマ『ファーストクラス』に出演。
2015年 アイドリング!!!卒業
6月、NHK朝ドラ『まれ』に出演。
10月、約7年半在籍したアイドリング!!!を卒業。

#### ソロ活動
11月、よゐこ濱口主宰『はまぐちコントサークル』に出演。その濱口が発起人となり、アイドリング!!!OG主体による後継集団「メンテナンス」が発足、メンバー1号として参加する。
2016年
2月、梅酒名義の冠番組『梅酒の休肝日』を開始。ショートアニメ『闇芝居』にレギュラーで声優デビュー。
3月、教育番組『NHK高校講座 簿記』にレギュラーMCで出演。
4月、情報番組『一夜づけ』にレギュラー出演。
5月、舞台『読モの掟！ 2016』に出演し、アイドリング!!!の同僚だった外岡えりかと共演。
6月、舞台『COLORS』に出演し、梅酒の同僚・河村唯と共演。
8月、フジテレビ主催『お台場みんなの夢大陸』の企画にて、梅酒名義のライブを実施。
9月、舞台版『恋とか愛とか（仮）』に出演。
12月、出演舞台『ロックvsペーパー&シザーズ』が上演。
2017年
1月、タワーレコード主催のアイドル感謝祭企画「アームレスリング王座決定戦」に特別参戦し、前王者を下して新王座に就く。
2月、出演朗読劇『天使の図書室2〜チョコレート・ダイアリー〜』が上演。
3月、出演舞台『ミニチュア!! フリーペーパーのナイス街』が上演。
4月、故郷のNHK宮崎開局80年特番に参加し、同郷の浅香唯、温水洋一らと共演。
7月、出演舞台『BLACK10・改』が上演。
8月、『TOKYO IDOL FESTIVAL 2017』に8年連続の参加。当フェス内のタワーレコード出張企画「TIF2017アームレスリング大会」にて連覇を果たす。フジテレビ主催『お台場みんなの夢大陸』の企画にて、前年に続き梅酒名義のライブを実施。
9月、故郷・宮崎県内の伝統的フェス『トロントロン 2017』に客演。主演舞台『Who are you?』が上演。アイドリング!!!OGが集結した次世代への新番組『アイドルING!!!』に参加。
11月、出演舞台『牙狼＜GARO＞ -神ノ牙 覚醒-』が上演。
2018年
1月、日本プロ・バスケットボール「Bリーグ」スカパー! 専属リポーターに就任。
4月、芸能生活10周年に到達。
5月、舞台『たいこどんどん』に出演。
7月、レギュラー番組『大谷ノブ彦 あなたの好きを聞かせて』を開始。
8月、『TOKYO IDOL FESTIVAL 2018』に9年連続の参加。前年に続く当フェス内の「TIF2018アームレスリング大会」に、タイトル保持者として出場。最終決戦で王座から陥落し、アイドル・アームレスラーからの引退を表明した。しかし関係者からは慰留され、後日に本人も含みを残している。その後、本格的な肉体改造を開始。
9月、新潟総合テレビの祭典『NSTまつり2018』に2年連続の参加、および番組ユニット「ツナギッコ」を開始。
12月、矢口真里プロデュースイベント『やぐフェス』に参加。
2019年
1月、本年度も日本プロ・バスケットボール「Bリーグ」 支援を継続し、スカパー!BリーグPRキャプテンに就任。
4月、準レギュラー出演している八千代ライブ初主催のイベント『八千代寄席』にて、エクササイズのインストラクター「サカサ姉さん」名義で参加。
5月、故郷・宮崎の新番組『火曜ゴールデン よかばん!!』にてレギュラー出演開始。
8月、『TOKYO IDOL FESTIVAL』の10周年企画としてアイドリング!!!が4年ぶり1日限りの復活を果たし、個人では10年連続の参加。

### 松竹芸能時代（2019年10月 - ）
10月、芸能事務所松竹芸能に移籍。
11月、1年半ぶりの舞台『怪盗！お嬢様の憂鬱な回答』に出演。
2020年
1月、音楽番組『ザ・カセットテープ・ミュージック』に出演開始。
7月、オンラインパーソナルジムのフィットネストレーニング講師に就任。
8月、ぱいぱいでか美主催公演「でか美祭 2020」に出演。
10月、『TOKYO IDOL FESTIVAL オンライン2020』に11年連続の参加。YouTubeチャンネルを開設。宮崎県庁健康増進課企画の健康長寿応援サポーターに起用。月末、古巣アイドリング!!!最後の同窓会番組『バカリズム特番』に参加。
2021年
新型コロナウイルス感染症拡大の影響もあり、並行して地元・宮崎県にも根を下ろす活動にシフト。
7月、延岡市地域通貨「のべおかCOIN」アンバサダーに就任。
10月、『TOKYO IDOL FESTIVAL 2021』に12年連続の参加。
12月、パーソナルトレーナーの資格（TerraceJ治療協会認定）を取得。
2022年
2月、女性専門のパーソナルトレーニングジムを開設。
3月、SHOWROOMと竹中夏海（振付師）が発起人となったSRアイドル専用ジムプロジェクト「iウェルネス」のスタッフとして立ち上げ。
5月、宮崎市の夏祭り「えれこっちゃみやざき」のアンバサダーに就任。
6月、延岡観光大使に就任。さらに7月、のべおか健康アンバサダーに就任。
8月、『TOKYO IDOL FESTIVAL 2022』に13年連続の参加。
12月、地元九州の市民マラソン「青島太平洋マラソン」に出走し、フルマラソン初挑戦で完走を果たす。
2023年
8月、『TOKYO IDOL FESTIVAL 2023』に14年連続の参加。
9月、FC東京のイベント「東京ドロンパ BIRTHDAY PARTY」に、1日限りで再結成されたアイド“ロ”ング!!!として出演。
2024年
1月、1日にプロ3x3バスケットボール選手の及川啓史と前年11月23日に結婚したことを、出演した地元テレビ番組や自身のSNSなどで報告した。みやざき大使に就任する。
8月、『TOKYO IDOL FESTIVAL 2024』に15年連続の参加。
2025年
8月、『TOKYO IDOL FESTIVAL 2025』にてTIF15周年および全員卒業から10年の節目を記念してアイドリング!!!が1日限りの復活をし参加、個人では16年連続の参加。

## 人物
愛称は「さかっち」。
趣味は、ビデオゲーム・アニメ観賞・体幹トレーニング、エクササイズ。特技は、バスケットボール（学生時代はバスケットボール部に所属)・料理・(ほか#免許・資格を参照)。好きな色は白。目標とする芸能人は梨花。L'Arc〜en〜CielやGLAYのファンである。
- 親族

東北楽天ゴールデンイーグルス所属の元プロ野球選手で、同チームの打撃コーチなどを務めた草野大輔とは従兄弟にあたる。自身が『プロ野球ニュース』にゲスト出演した際「大兄ちゃん」と呼んでいる仲だと明かしている。
実兄に理学療法士の酒井隼（(株)TerraceJ代表）がおり、体幹トレーニングの分野で師事する存在である。レギュラー出演していた『アイドリング!!!』の里帰り企画で共演した事もある。
実母・芳子は一般人であるが、自身がイベント時のトークやライブのMCでしばしば話題に出す為、その名前も含めファンやメンバーにはお馴染みの存在として親しまれていた。レギュラー出演していた『アイドリング!!!』第1158放送回でゲストとして出演した他、グループの活動終了を4ヶ月後に控えた2015年6月に、正規のアイドリング!!!新メンバー（7期生）・38号として加入し、何も知らされていなかった自身を驚愕させた。その後は、NHK宮崎制作のローカル番組で共演した事もある。
- 身体能力

細身で華奢の割に足腰や腕っぷしが強く、アイドリング!!!時代の同番組で定期的に開催したアイドル大相撲企画では、ほぼ無敵の存在だった。腕相撲でも同様で、LLPW所属の若手女子プロレスラーに勝利した事もある。アイドル界のアスリートを売りにしている「アップアップガールズ（仮）」のメンバーで、アームレスリングで実績を積んでいた森咲樹と2度の対戦（TIF2016、アームレスリング王座決定戦2017）があり、いずれも秒殺で下してアイドル・アームレスリング王座を獲得。続くTIF2017大会にて連覇を果たした。引退宣言をして臨んだTIF2018大会では、シードとして決勝戦で我妻桃実と対戦したものの敗れ、有終の美を飾ることはできなかった。

### 免許・資格
『自動車免許』を所持している。上京以前は一人で運転をして別府など九州の温泉に行くことがあった。レギュラー出演していた『アイドリング!!!』の仕事にも活かされ、2008年7月5日に行われたアイドリング!!!ライブ公演でのオープニングムービーでもマツダ・ロードスター（トゥルーレッド/MT）を運転しているシーンがある。同じく自動車免許を所持している河村唯と共に、婦人警官姿で「教えて!交通ルール」コーナーのMCを務めた。
商業高校出身で『全商簿記検定1級』を取得している。また、2016年には教育番組『NHK高校講座#簿記』でレギュラーMCを務めた。同12月には、更なる上位クラスである『日商簿記検定3級』を取得した。
2011年に『温泉ソムリエ』を取得した。家元・遠間和広から、直にレクチャーを受けている。
ブログで、度々節約レシピを披露するなど料理が得意で、2014年に『野菜ソムリエ（旧ジュニア野菜ソムリエ)』の資格を取得した。
2015年には『漢検3級』に合格している。これは、アイドリング!!!の同僚であった河村唯・長野せりな・朝日奈央と共に受検し、自身の冠番組で合否の結果を確認した。
30歳を越えてからは健康に携わるようになり、2020年に『メンタル心理カウンセラー』資格を取得し、心身ともに健康を発信する仕事を始めている。さらに2021年末に『パーソナルトレーナー』資格（TerraceJ治療協会認定）を取得し、翌年にパーソナルトレーニングジムを開設している。

### サブカルチャー
ビデオゲームやアニメといったサブカルチャーの趣味があり、スタジオジブリ作品からの物真似を得意とする。レパートリーには『ハウルの動く城』の「カルシファー」（声帯模写）、『火垂るの墓』の「清太」と「節子」（畑から野菜を盗み怒られるシーン）などがあり、『めちゃ2イケてるッ!』の新メンバーオーディションでも披露した。
レギュラー出演していた『アイドリング!!!』では、アニメ『名探偵コナン』の企画をしたり、ビデオゲーム『戦国無双』シリーズのキャラクター前田慶次を紹介したりしている。
2013年頃から、オンラインゲーム『モンスターハンター』シリーズに傾倒するようになり、連動番組『一狩りいこうぜ!』のメンバーとなって、同イベント会場などに足を運んだり、関連番組にも出演している。
2016年には、ショートアニメ『闇芝居』で声優デビューも果たしている。

### フィットネス
アームレスリングの仕事を契機とした2018年夏頃から、そこで縁のあった足立光トレーナーの元でフィジカルトレーニングのジム通いを始めている。以来、InstagramなどのSNSにてエクササイズの様子を頻繁に公開しており、「サカササイズ」という独自のネーミングで紹介。他にも、ボクササイズを駆使した「サカキックエクササイズ」という定番化した動画コーナーがある。
これらが仕事につながり、準レギュラー出演している新潟総合テレビのイベントに「サカサ姉さん」というキャラクターで登場。2020年7月からは、パーソナルトレーニングジムのフィットネス講師に招聘されている。更に同10月には、宮崎県庁健康増進課が企画した健康長寿応援サポーターに起用された。

### 宮崎県関連
- 延岡出身

宮崎県立延岡商業高等学校を卒業。
延岡市が発祥とされる「チキン南蛮」には一家言を持ち、自身のブログでその味や作り方、東京と地元の味の違いなどを語っている。2010年9月、それらのPRを評価されて延岡市の観光協会から感謝状が贈られ、PR隊長に就任した。2011年7月8日には、延岡市内で行われたイベント「チキ×チキTRAINうぉーく」にも参加している。日常でも仕事先で手製のチキン南蛮をふるまう事が多い。
芸能生活10周年の2018年には、延岡の地元紙「夕刊デイリー」から取材を受け紙面で大きく紹介された。
- 同郷共演者

同郷延岡市の著名人との共演は、筋肉番付シリーズ『SASUKEオールスターズ』の完全制覇者・長野誠と、自身が出演した同シリーズ『KUNOICHI 2009』で対面している。脚本/演出家・本田誠人と交流がある。九州を拠点に活動していたシンガーソングライター・原田美希とは同級生で地元のイベントで共演、また同じシンガーソングライター・金子裕則とも同イベントで共演した。ご当地タレント・木村つづくの番組に客演をしている。
ほか県内著名人では俳優・温水洋一（都城市出身）や演歌デュオ・黒木姉妹（西都市出身）と番組で共演があり、ポップシンガー 東郷祐佳（宮崎市出身）と親交がある。
お笑いタレントでは、長友光弘（響、宮崎市出身）と冠番組などで複数の共演があり特に親密である。他には久保田和靖（とろサーモン、清武町出身）、やす（ずん、高鍋町出身）、永野（宮崎市出身）らと、バラエティ番組で共演している。
同業だったアイドル界では浅香唯（宮崎市出身）や、E-girls、SUPER☆GiRLSなどに所属する県出身アイドルとイベントの場で共演している。
野球企画『草薙ベースボールフェスティバル おもしろマッチ』（茨城ゴールデンゴールズ vs チームそのまんま宮崎）にアイドリング!!!選抜メンバーとして参加。その際、当時の宮崎県知事 東国原英夫（そのまんま東、都城市出身）と対面を果たした。
- その他

自身のブログは、開始から2010年12月まで宮崎弁で書かれていた。
SMAエンタテインメント所属の際、宮崎日日新聞から取材を受け「芸能事務所SMAエンタテイメント所属の新人として芸能活動を始める」という記事が掲載された。
2019年からは放送局テレビ宮崎にて、地元で初のレギュラー番組を獲得し出演開始。主に、県内のグルメを紹介するコーナーを担当している。料理が美味しいと頭の上で手で丸を作り（石塚英彦のまいうーの如く）「うまミヤザキ」と言う事が定番。
みやざき大使や延岡観光大使をはじめとして、地元行政などからいくつものPR大使などの委嘱・任命を受けている。

## グループ活動

### アイドリング!!!関連
- 2期生

アイドリング!!!ナンバーは14号。イメージフラワーは「スミレ」。歴代メンバーの内、森田涼花・河村唯・長野せりな・朝日奈央・菊地亜美・三宅ひとみ・ミシェル未来・小林麻衣愛と同期であった。
- 愛称 / キャラクター

愛称は「さかっち」。後輩メンバーの場合、愛称に「さん付け」したり、「酒井さん」と敬称で呼ぶ事も多い。2014年2月14日に遠藤舞がアイドリング!!!を卒業した事で、グループの最年長となった。2015年6月5日にアイドリング!!!38号として実母が加入し正式には最年長ではなくなったが、実質的な活動は殆どなかった為、その加入後も河村と「最年長コンビ」と称される事があった。
サービス精神が旺盛で反骨精神があり、プロ意識が高い。仕事では活発に演じているが、普段は物静かで穏やかである。友人の瀬口かな（風男塾）も、女性的な普段と仕事での活発な変貌ぶりを指摘している。
- はっちゃけキャラ

そのキャラクターは、在籍期間の前半と後半で大きく違っており、加入から数年間は宮崎弁訛りが強かったこともあり、「大人しく真面目な田舎娘」キャラクターだった。2012年の半ば頃より、毒舌で型破りな面を徐々に見せるようになるキャラクターが定着していった。特に定期公演「渋はちライブ」では、アイドルとしては放送NG的なパフォーマンスが多い事から「暴走クイーン」「クラッシャー」とも呼ばれていた。2013年に加入した関谷真由が、以前の酒井の映像を見て、「今との違いに驚いた」と発言している。
- 大相撲

身体能力が高く、レギュラー番組『アイドリング!!!』の体力企画では、随所で活躍していた。特に相撲企画「アイドリング!!!大相撲」では、加入初期に行われた2期生のみのトーナメント決勝で、朝日奈央に敗北した以降は、出場した全ての大会で優勝している。特に2011年6月から半年間かけて実施した、アイドリング!!!大相撲総当たり戦「3DS場所」では20戦全勝で優勝し、番組MCバカリズムに「絶対王者」と評された。その後も、柔道寝技企画優勝などで台頭してきた、佐藤ミケーラ倭子との対決も難なく制するなど、グループ活動晩年まで無敗だった。しかし身体能力とは裏腹に、ダンス等の早い動きも得意という訳ではなかった。
- メンバーとの関係

歴代メンバーの内、フォンチーとは、同じ事務所に所属（2015年12月末まで）。プライベートでは、たとえメンバーや友人でも自宅に招く事をあまり好まず、自分の根城の空間を大切にしている。
加入直後より、遠藤舞からは「同じ匂いを感じた」ことを理由に積極的に話かけられ、結果的に互いが「親友」と称す関係性となった。
長野せりなとは、サブカルチャーの同好で互いを「趣味友」と称しており、長野の卒業後も交流が続いている。
菊地亜美とは同期だったが、プライベートでは全く交流なく、菊地の卒業直前には「（菊地が在籍していた）6年間、ずっと壁があった」と互いに公言した。ただし「仕事のパートナーとしては、絶大な信頼をしていた」とも語っている。両者はその卒業公演最後の場で、わだかまりを解消している。

#### 体調不良による芸能活動の一時休止と復帰
2014年に声の体調不良に掛かり、一時活動休止している。主な経緯は以下の通り。
- 2014年3月初旬に声のかすれを発症。ライブや番組収録などには声の調子に配慮しながらも参加し続けたが、症状はなかなか改善しなかった。
- 4月に入り、アイドリング!!!のリリースイベントや番組収録などを欠席するようになった。
- 4月後半から入院、ほどなく退院するも引き続き仕事のキャンセルが続いた。
- 5月17日、療養に専念するため芸能活動の一時休止を発表した。
- 7月9日、ブログとアイドリング!!!公式ホームページにて、8月2日の『TOKYO IDOL FESTIVAL 2014』にて復帰、活動再開することが発表された。
- 療養期間中は自宅療養と入院治療を交互に行い、自宅にいる時にはブログやTwitterへの投稿もしていたほか、故郷の宮崎への帰省もしていた。なお病名は公表されていない。
- 入院中にはメンバーの朝日奈央、長野せりな、橘ゆりか、橋本楓、元メンバーで親友の遠藤舞が見舞いに訪れたほか、自宅療養中には同期で盟友の河村唯と食事をしたりしている。また、後藤郁の卒業ライブ直前にはコメント収録のためフジテレビを訪れ、メンバーと顔を合わせている。

#### アイドリング!!!卒業
2015年10月末日、アイドリング!!!の活動終了に伴いグループを卒業した。約7年半在籍し、シングル20枚・アルバム6枚参加などの実績を残している。レギュラー番組『アイドリング!!!』にも同期間900回以上出演した。
- 卒業コメント

「居場所を与えてくれた関係者や、活動休止中の辛い時期に激励してくれた方々には、とても感謝している」と謝意を示した。
同期については「朝日奈央は太陽だった。三宅ひとみは天然だった。梅酒コンビを組んだ行動派の河村唯には、特にありがとうを言いたい。2期生は中々メインでは日の目をみる事が無かったが、そんな個性豊かな一員になれて嬉しかった」と語った。
そして「アイドリング!!!で学んだ経験を忘れず、自分らしく胸を張って生きていく」と意気込みを述べている。

### メンテナンス関連
- アイドリング!!!後継集団「メンテナンス」

2015年11月28日、活動終了した女性アイドルグループ「アイドリング!!!」のOG主体による後継アイドル集団「メンテナンス」が発足し、メンバー1号として参画した。主にトーク番組・ライブ・バラエティなどを中心に活動し、アイドリング!!!時代の芸風を引き継いでいる。また、メンバーはあくまで個人の活動を最優先し、非常に緩く集合離散しているのが特徴。毎年、大型アイドルイベント『TOKYO IDOL FESTIVAL』出演を最大の目標に時々活動している。

#### 梅酒 関連
- 女性コンビ「梅酒」(うめしゅ)

アイドリング!!!同期で歳も同じ河村唯とは、番組やライブで「コンビ」として扱われる機会が多く、それぞれの愛称や名字から取り「梅酒」とあだ名されている。アイドリング!!!5thアルバム『GOLD EXPERIENCE』には、そのユニット「梅酒」の歌唱曲「あこがれアドレイション」が収録されている。上述した体調不良から復帰したイベントで同曲を歌唱した際、河村は感無量となり涙ぐんで復帰を喜んだ。
アイドリング!!!卒業後もコンビを継続し、同名義で各企画に参加したり、冠番組も開始している。女性アイドル集団「メンテナンス」傘下に所属。
- 「スナックうめ子」

梅酒コンビの原点でもあり、アイドリング!!!時代の大型アイドルフェス『TOKYO IDOL FESTIVAL』から誕生したトーク企画。当人達が文字通りスナックバーを営むママ（河村）とチーママ（酒井）に扮し、様々なアイドルをゲストに迎えて普段は言えない裏話を暴露。アイドル達が身を削るトークが好評を博し、夜の定番プログラムとして定着した。

## 作品

### 映像
イメージビデオ
- ファーストやっちゃ!!! (2009年12月18日、イーネット・フロンティア)
- SA*KA*CCHI!! (2010年3月26日、彩文館出版)
- 大好きやぁ〜！ (2010年6月20日、ラインコミュニケーションズ)
- 南の国の瞳 (2010年11月27日、晋遊舎)
- 蜜の味と瞳とヒトミ (2011年12月16日、イーネット・フロンティア)
- ふたり旅 (2013年9月25日、エアーコントロール)

### 写真集
- SA*KA*CCHI!!（さかっち） (2010年2月25日、彩文館出版、撮影：木村晴) ISBN 978-4-7756-0466-3

### 楽曲
- ツナギッコ（水谷悠莉×酒井瞳×ぱいぱいでか美）

「すこしは夢見るトワイライト」（『八千代ライブ』オープニングテーマ）
「NIIGATAの唄」
※両曲とも作詞：SASADANGO（スーパー・ササダンゴ・マシン） / 作曲：Sam is Ohm

## 出演

### テレビ
- アイドリング!!!（2008年4月 - 2015年10月、フジテレビワンツーネクスト）
- アイドリング!!!日記 → アイドリング!!! (地上波版)（2008年4月 - 2015年11月、フジテレビ・フジテレビONE）
- Shohjo隊あいどる☆一番星（2012年4月 - 2014年1月、Music Japan TV）
- 一狩りいこうぜ!4（2013年11月2日 - 2014年1月、テレビ東京）
  - 一狩りいこうぜ!4G（2014年12月1日・8日）
- オシャレパラダイス（2014年2月15日 - 11月、ベターライフチャンネル）
- NHK高校講座#簿記（2016年3月18日 - 2017年3月15日、NHK Eテレ） - MC
- 一夜づけ（2016年4月 - 2017年3月、テレビ東京系） - 4期生
- 八千代ライブ（2017年5月 -  2020年5月、新潟総合テレビ） - 準レギュラー・不定期出演[96]
  - スマスタコースター 〜NSTまつりSP〜（2018年9月29日）
  - スマスタコースター NSTまつり2019（2019年9月28日）
- B.LEAGUE（2018年、 スカパー!） - 専属リポーター / PRキャプテン[97]
- みんなのPGAツアー（2018年4月、ゴルフネットワークプラスTV） - 4月号サポーター
- 大谷ノブ彦 あなたの好きを聞かせて（2018年7月 - 2019年10月、Kawaiian TV） - アシスタントMC
- 火曜ゴールデン よかばん!!（2019年5月 - 、テレビ宮崎）
- ザ・カセットテープ・ミュージック（BS12 トゥエルビ） - 月替わりアシスタントMC（カセットガール）
  - シーズン1（2020年1月 - 2021年9月）
  - 特番期（2022年3月20日）
  - シーズン2（2022年12月）
  - シーズン2.1（2023年10月 - 2024年7月）
  - シーズン2.2（2025年1月）
- バカリズム特番（2020年9月22日（21日深夜）・10月30日、フジテレビONE）
- 松本幸四郎が沼る!!（2022年11月 - 2024年3月、BS松竹東急） - アシスタントMC
- にっぽん百低山（2023年4月19日、NHK総合テレビ） - 行縢山・宮崎

### テレビドラマ
- アイドルマン（2013年2月18日 - 22日、フジテレビワンツーネクスト） - みゆちゃん 役
- 大河ドラマ『軍師官兵衛』（2014年8月10日 - 12月21日、NHK総合 / NHK BSプレミアム） - 御女中 役 (不定期出演)
- ファーストクラス（2014年10月15日、フジテレビ系）
- 連続テレビ小説『まれ』（2015年6月27日、NHK総合・NHK BSプレミアム）
- ひまわりっ! 〜宮崎レジェンド〜2（2022年5月16日 - 27日、テレビ宮崎） - 蟹江先輩の妻 役

ビデオムービー
- ランチタイム終わりました。（2016年6月3日、スパイスビジュアル）

バラエティ再現ドラマ
- 痛快TV スカッとジャパン（2017年10月9日、フジテレビ系） - 主婦 役[98]

### 映画
- 上京ものがたり（2013年8月24日公開、ファントム・フィルム）
- カノジョは嘘を愛しすぎてる (2013年12月14日公開、東宝) - 女性編集記者 役

### 舞台
- I FACTORY『桃色書店へようこそ』
  - （2010年4月11日、シアターグリーン BIG TREE THEATER） - 日替わりゲスト
  - （2010年6月12日 - 13日、文化学院）
- ASSH-DX vol.2 『降臨FIGHT』（2011年4月6日 - 12日、吉祥寺シアター）
- “STRAYDOG”『問題のない私たち』 - 新谷麻綺 役
  - (2011年8月11日・14日、ポケットスクエア テアトルBONBON)
  - (2012年4月6日 - 8日、座・高円寺1)
- MOSH
  - 旗揚げ公演『地球に堕ちてきた男』（2012年1月28日 - 29日、しもきた空間リバティ）
  - ショコレ03『Easy Rider』（2012年7月14日 - 15日、シアターグリーン BIG TREE THEATER）
  - ショコレ04『知りすぎていた男』（2013年3月3日、しもきた空間リバティ）
- 企画演劇集団ボクラ団義
  - vol.10『鏡に映らない女 記憶に残らない男』（2012年2月15日 - 20日、SPACE107）
  - 再演プロジェクトvol.1『ワラワレ』(2012年9月12日 - 17日、新宿シアターモリエール）
- 覇天候 Vol.2『登校日へ行こう』（2012年8月22日 - 26日、ポケットスクエア テアトルBONBON）
- 『3150万秒と、少し』（2013年2月15日 - 24日、東京：天王洲 銀河劇場 / 27日、大阪：梅田芸術劇場 シアター・ドラマシティ）
- ゼロマンション 第2回公演『ふらちな侍』(2013年5月23日 - 26日、シアターサンモール)
- 劇団ハーベスト 第5回公演『反重力ガール -starting over!!-』(2014年3月29日、SPACE107) - 日替わりゲスト
- 劇団マツモトカズミ『読モの掟！ 2016』（2016年5月4日 - 8日、新国立劇場 小劇場）
- 天才劇団バカバッカ vol.17『COLORS』(2016年6月10日 - 19日、吉祥寺シアター) - ラブリーピンクの愛 / アクニーン（2役）
- 広島ホームテレビ『恋とか愛とか（仮）』東京公演 (2016年9月21日 - 25日、ポケットスクエア ザ・ポケット)
- (有)マッチポンプ調査室 第6回公演『ロックvsペーパー&シザーズ』(2016年12月13日 - 19日、新宿シアターモリエール) - 最強の殺し屋・ジン 役
- 女神座ATHENA 第2回朗読劇『天使の図書室2〜チョコレート・ダイアリー〜』(2017年2月11日 - 12日、高田馬場ラビネスト)  - いけない女教師 役
- SOLID STAR プロデュースvol.9『ミニチュア!! フリーペーパーのナイス街』(2017年3月8日 - 12日、俳優座劇場) - 清瀬葉菜 役
- 劇団TEAM-ODAC 第24回本公演『BLACK10・改』(2017年7月12日 - 17日、草月ホール) - コユミ 役
- 100点un・チョイス！ 番外公演vol.2『Who are you?』(2017年9月13日 - 17日、浅草六区ゆめまち劇場) - 主演
- 銀岩塩 vol.2 LIVE ENTERTAINMENT『牙狼＜GARO＞ -神ノ牙 覚醒-』(2017年11月29日 - 12月3日、全労済ホール／スペース・ゼロ) - 魔戒法師リキョウ 役[99]
- こまつ座『たいこどんどん』(2018年5月5日 - 20日、紀伊國屋サザンシアター TAKASHIMAYA) - おしの、茶屋娘など複数役
- 錦織激団『怪盗！お嬢様の憂鬱な回答』(2019年11月13日 - 17日、アトリエファンファーレ東池袋)

### テレビアニメ
- 闇芝居 第3期（2016年2月28日 - 4月3日、テレビ東京）

### 配信
- 酒井瞳 プレミアム放送（2011年11月 - 2015年6月、AmebaStudio）
- さかっちとミツコの部屋（2013年11月5日 - ニコニコ生放送） - 不定期放送
- 茂木淳一と酒井瞳のアイドルネッサンスアワー（2014年1月29日 - 2月23日、YouTube）
- モンスターハンターフェスタ'15 札幌大会（2015年2月15日、カプコンTV） - 一狩りいこうぜ!メンバーとして出演
- ゴー☆ジャス トラベル〜アイルー村DX編（2015年7月17日 - 8月7日、CapcomChannel）
- 梅酒の休肝日（2016年2月 - SHOWROOM） - 梅酒名義
- きみだけLIVE『たまには、お話しましょう会』(mixi） - 元アイドリング!!!企画
春（2016年4月3日）・秋（2016年10月13日）
- AISの-All Idol Lab-（2016年6月25日、SHOWROOM）
- 椎名ぴかりんのヤッてみるニュース（2017年3月 - 6月、AbemaTV） - 不定期出演
- SMA特別枠! 酒井瞳×モダンタイムス コント「居合い斬り」(2017年4月19日、YouTube)[100]
- フジモンが芸能界から干される前にやりたい10のこと（2017年 - AbemaTV） - アシスタントMC (不定期出演)
- 矢口真里の火曜The NIGHT（2017年9月・12月、2018年4月、10月24日、11月28日、2022年10月5日、ABEMA） - 不定期出演[101]
- アイドルING!!!〜ネクスト育成ング!!!（2017年10月 - 2018年12月、FRESH!） - MC ※2017年9月パイロット版放送あり
- モンハンぷらす 一狩りいこうぜ! モンスターハンター：ワールド特別編（2018年4月11日、あにてれ） - 一狩りいこうぜ!メンバーとして出演
- VR なすなかにしのオリジナルゲーム製作所（2020年10月13日、Blinky）
- デヴィ夫人 × 日本生活協同組合連合会（2022年9月OA、デヴィ夫人- Lady. Dewi Channel）
- おたからキッチン（2022年9月 - 、ディノス - おたからキッチンChannel） - 不定期出演

### ラジオ
- 「徳光和夫 とくモリ!歌謡サタデー」21世紀少年!オトナだって遊び隊（2010年7月17日 - 、ニッポン放送）とくモリ遊び隊員
- アイドリング!!!フォンチーと酒井瞳のオールナイトニッポンモバイル（2010年8月11日 - 、ニッポン放送）
- 地元インターネットラジオよだらじ（第231回放送）に出演（2010年09月19日 - 、よだらじ）
- BIGMOTOR presents ENJOY CAR LIFE（2018年07月、bayfm）

### CM・広告・イメージモデル
- ウエルネスジャパン『薬用メディカルシャイン』TVCM（2012年6月25日OA）- OL役
- 大正製薬『コパトーン』(2016年2月 - ) - TVCMオンエアは翌月
- UMKテレビ宮崎 開局50周年『みんなのCM』(2020年9月1日OA、テレビ宮崎) - 実兄と「さかっち兄妹」名義で参加
- 宮崎県健康長寿応援サポーター（2020年10月 - 、宮崎県庁 福祉保健部 健康増進課）
- のべおかCOIN アンバサダー & WebCM（2021年7月 - 、延岡市役所 / 株式会社まちづくり延岡）
- ふるラボ「働くすべての人へ」篇 WebCM（2021年12月OA、朝日放送テレビ）
- まつり えれこっちゃみやざき2022 アンバサダー（2022年、まつりえれこっちゃみやざき振興会事務局）
- 延岡観光大使（2022年6月17日 - 2023年12月末更新予定、延岡観光協会）
- のべおか健康アンバサダー（2022年7月26日任命、延岡市健康長寿推進市民会議）
- LAWSON「まちかど厨房」TVCM & 広告（2023年2月OA、ローソン 宮崎県地域）
- みやざき大使（2024年1月19日 - 、宮崎県庁 商工観光労働部 観光経済交流局 国際・経済交流課）[58]

PR（単発）
- NAN BAN TRY『チキン南蛮PR隊長』(2010年9月 - 延岡観光協会/延岡発祥チキン南蛮党)
- タイ風立呑『福道』(2017年5月、Yahoo!ライフマガジン)[102]
- 『The Festival in Torontoron 2017』PR大使 (2017年9月、川南町若者連絡協議会)
- カラオケ『パセラ 歌舞伎町店』 (2017年10月、Yahoo!ライフマガジン)[103]
- ザ・カセットテープ・ミュージックBluetoothイヤホン（BT820BK）インフォマーシャル（2021年2月OA、ナガオカトレーディング）[104]
- 『宮崎ダイハツ販売×火曜ゴールデン よかばん!!』インフォマーシャル（2021年5月OAほか、ダイハツ工業）
  - ダイハツ『ムーヴキャンバス』UMKよかばんタイアップCM（2022年9月OA）
- 『新宿みやざき館KONNE』PR動画（2022年5月OA、宮崎県物産貿易振興センター）
- 『のべおか版ラジオ体操第1』PR動画（2022年9月OA、延岡市健康長寿推進市民会議）[105]

### イベント
- 2010年カレンダー発売記念イベント（2009年10月18日、八重洲ブックセンター）[106]
- 1stDVD『ファーストやっちゃ!!!』発売記念イベント（2010年2月11日、ishimaru soft本店 / ソフマップアミューズメント館）
- 1st写真集『SA*KA*CCHI!!』発売記念イベント（2010年3月13日、福家書店新宿サブナード店 / 書泉ブックタワー）
- 『トレーディングカード』発売記念イベント（2010年4月17日、福家書店新宿サブナード店）
- 2ndDVD『SA*KA*CCHI!!』（2010年5月16日、ishimaru soft本店 / 書泉ブックタワー / ソフマップアミューズメント館）
- 3rdDVD『大好きやぁ〜！』発売記念イベント（2010年7月4日、ソフマップアミューズメント館）
- 『G-MARKET vol.0』（2010年7月18日、KDDI デザイニングスタジオ）
- 2011年カレンダー発売記念イベント（2010年10月10日、福家書店新宿サブナード店）[107]
- 4thDVD『南の国の瞳』発売記念イベント（2010年12月5日、ソフマップアミューズメント館）
- 5thDVD『蜜の味と瞳とヒトミ』発売記念イベント（2012年1月8日、ソフマップアミューズメント館）
- 6thDVD『ふたり旅』発売記念イベント（2013年10月12日、ソフマップアミューズメント館）
- 酒井瞳先生の「おうちでトレーニング」（2020年7月 - 2021年7月、コンディショニングジムGOING）
- 長野せりな芸能生活25周年イベント!!!（2023年5月7日、ロフトプラスワン）
- 東京ドロンパ BIRTHDAY PARTY supported by めちゃコミック（2023年9月23日、味の素スタジアム周辺） - アイド“ロ”ング!!!名義[55]

## 書籍

### 単行本
（掲載）
- 吉田豪「吉田豪と15人の女たち」(2018年9月27日、白夜書房)[108] ISBN 978-4864941990
- ザ・カセットテープ・ミュージックの本 ～つい誰かにしゃべりたくなる80年代名曲のコードとかメロディの話～（2020年10月10日、リットーミュージック） ISBN 978-4845635467

### 雑誌
- ランニングマガジン・クリール 8月・9月号（2020年6月22日・7月21日、ベースボール・マガジン社） - 表紙

### トレーディングカード
- 酒井瞳 ファースト・トレカ（2010年1月30日、トライエックス）

### カレンダー
- 酒井瞳 2010年カレンダー（2009年10月、ハゴロモ）
- 酒井瞳 2011年カレンダー（2010年10月、ハゴロモ）

## 梅酒名義

### バラエティ
テレビ
- 八千代コースター (2016年4月23日 - 5月14日、新潟総合テレビ) - コーナー企画

配信テレビ・アプリ
- はまぐちコントサークル〜企画編〜 「スナックうめ子スペシャル」 (2015年11月 - 、SHOWROOM) - MC
- 梅酒の休肝日 (2016年2月 - 2019年12月、SHOWROOM) - MC
- TOKYO IDOL FESTIVAL
  - TIF2016『スナックうめ子 NIGHT』(2016年8月5日 - 7日、SHOWROOM) - MC
  - TIF2016『アフター スナックうめ子』(2016年8月5日 - 6日、ニコニコ生放送) - MC
  - TIF2017『スナックうめ子2017 〜ママのいない夏〜』(2017年8月4日 - 6日、SHOWROOM) - MC
  - TIF2018『スナックうめ子2018夏 〜今年もいろいろあるよねー〜』(2018年8月3日 - 5日、SHOWROOM) - MC
  - TIF2019『スナックうめ子2019夏』(2019年8月2日 - 4日、SHOWROOM) - MC
  - TIF オンライン2020『スナックうめ子オンライン2020』(2020年10月2日 - 4日、SHOWROOM) - MC
  - TIF2021『スナックうめ子2021』(2021年10月2日 - 3日、SHOWROOM) - MC
  - TIF2022『スナックうめ子2022 新装開店!!』『cafeうめ子2022 新装開店!!』（2022年8月5日 - 7日、SHOWROOM） - MC
  - TIF2023『スナックうめ子2023』（2023年8月6日、SHOWROOM） - MC
  - TIF2024『スナックうめ子2024』（2024年8月4日、SHOWROOM） - MC
  - TIF2025『スナックうめ子2025』（2025年8月1日、SHOWROOM） - MC

### イベント
- TOKYO IDOL FESTIVAL（フジテレビ本社屋/特設会場）
  - TIF2016（2016年8月5日 - 7日）
  - TIF2017（2017年8月4日 - 6日）
  - TIF2018（2018年8月3日 - 5日）
  - TIF2019（2019年8月2日 - 4日）
  - TIF オンライン2020（2020年10月2日 - 4日）
  - TIF2021（2021年10月2日 - 3日）
  - TIF2022（2022年8月5日 - 7日）
  - TIF2023（2023年8月6日）
  - TIF2024（2024年8月4日）
  - TIF2025（2025年8月1日）
- 掟ポルシェのアイドル依存症 VOL.7（2016年8月23日、LOFT9 Shibuya）
- お台場みんなの夢大陸『梅酒 fromメンテナンス LIVE』(2016年8月28日・2017年8月28日、フジテレビ本社屋/特設会場)
- 天才劇団バカバッカ
  - 『めちゃバカ〜vol.3〜』(2016年12月27日、浅草六区ゆめまち劇場)
  - 『めちゃバカ4〜男前劇団チョコバッカ〜』(2017年2月23日、グラスダンス新宿)
  - 『めちゃバカ5〜新学期スペシャル〜』(2017年4月23日、浅草六区ゆめまち劇場)
  - 『めちゃバカ6〜夏祭りスペシャル〜』(2017年7月30日、ビッグファン平和島 Red & Blue Tokyo) - 酒井のみ[109]
- はまぐちコントサークル「スナックうめ子特別編2024」（2024年11月9日、フジテレビ本社 マルチシアター）